# Луис-Коррея
Луис-Коррея (порт. Luís Correia) — муниципалитет в Бразилии, входит в штат Пиауи. Составная часть мезорегиона Север штата Пиауи. Входит в экономико-статистический микрорегион Литорал-Пиауиенси. Население составляет 28 406 человек на 2010 год. Занимает площадь 1070,926 км². Плотность населения — 26,52 чел./км².

## Демография
Согласно сведениям, собранным в ходе переписи 2010 г. Национальным институтом географии и статистики (IBGE), население муниципалитета составляет:
| Полное население                               | Полное население                               | Полное население                               | Полное население                               | 28 406 |
| ---------------------------------------------- | ---------------------------------------------- | ---------------------------------------------- | ---------------------------------------------- | ------ |
| в том числе:                                   | Городское население                            | 12 645                                         | Процент городского населения, %                | 44,52  |
|                                                | Сельское население                             | 15 761                                         | Процент сельского населения, %                 | 55,48  |
|                                                | Мужское население                              | 14 593                                         | Процент мужского населения, %                  | 51,37  |
|                                                | Женское население                              | 13 813                                         | Процент женского населения, %                  | 48,63  |
| Плотность населения, чел/км²                   | Плотность населения, чел/км²                   | Плотность населения, чел/км²                   | Плотность населения, чел/км²                   | 26,52  |
| Население муниципалитета в % к населению штата | Население муниципалитета в % к населению штата | Население муниципалитета в % к населению штата | Население муниципалитета в % к населению штата | 0,91   |

По данным оценки 2016 года, население муниципалитета составляет 29 558 жителей.

## Статистика
- Валовой внутренний продукт на 2003 год составляет 43 319 776,00 реалов (данные: Бразильский институт географии и статистики).
- Валовой внутренний продукт на душу населения на 2003 составляет 1731,06 реалов (данные: Бразильский институт географии и статистики).
- Индекс развития человеческого потенциала на 2000 год составляет 0,573 (данные: Программа развития ООН).